# Einstürzende Neubauten
Einstürzende Neubauten és un grup de música originat a Berlín que no ha deixat de canviar des del seu començament el 1980.
La seva música es classifica usualment com industrial o electrònica, però aquests termes no poden realment descriure el so de la banda. Una de les característiques principals de la banda és l'ús d'instruments i sons que ells mateixos van fer, acompanyats d'instruments tradicionals. La banda va pertànyer al moviment Die Geniale Dilletanten, que tenia l'objectiu de revolucionar l'escena musical usant serres, trepants i altres eines com a instruments.

## Membres actuals
- Blixa Bargeld
- Alexander Hacke
- N.U. Unruh
- Jochen Arbeit
- Rudi Moser

## Discografia

### Àlbums
- Kollaps (1981)
- Zeichnungen des Patienten O.T. (1983)
- Halber Mensch (1995)
- Fünf Auf der Nach Oben Offenen Richterskala (1987)
- Haus der Lüge (1989)
- Tabula Rasa (1993)
- Ende Neu (1996)
- Silence is Sexy (2000)
- Perpetuum Mobile (2004)
- Alles wieder offen (2007)
- Lament (2014)
- Alles in Allem (2020)
- Rampen: apm (alien pop music) (2024)

### EP
- Thirsty Animal, (Einstürzende Neubauten & Lydia Lunch), 1982

### Recopilatoris, gravacions en directe i altres
- Stahlmusik (1980)
- Stahldubversions (1982)
- Liveaufnahmen 07/81 bis 02/82 (1982)
- Strategien gegen Architekturen 80-83 (1984)
- 2X4 (1984)
- Die Hamletmaschine (1991)
- Strategies Against Architecture II (1991)
- Faustmusik (1996)
- Ende Neu Remixes (1997)
- Berlin Babylon (2001)
- Strategies Against Architecture III (2001)
- 09-15-2000, Brussels (2001)
- Gemini (2003)
- Supporter Album No. 1 (2003)
- Kalte Sterne -early recordings- (2004)
- Grundstück (2005)
- Musterhaus:Anarchitektur (2005)
- Musterhaus:Unglaublicher Lärm (2005)
- Musterhaus:Solo Bassfeder (2005)
- Musterhaus:Redux Orchestra vs. Einstürzende Neubauten (2006)

### Vídeos
- Halber Mensch (film) (1985)
- Liebeslieder (1993)
- Stella Maris (1996)
- 20th Anniversary Concert (2000)
- Phase II DVD (forthcoming) (2005)